# فرودگاه شهری چراو
فرودگاه شهری چراو (به انگلیسی: Cheraw Municipal Airport) (به زبان بومی: Lynch Bellinger Field) یک فرودگاه همگانی بهره‌برداری هوایی با کد یاتا HCW است که یک باند فرود آسفالت دارد و طول باند آن ۱۵۲۴ متر است. این فرودگاه در کشور ایالات متحده آمریکا قرار دارد و در ارتفاع ۷۳ متری از سطح دریا واقع شده‌است.